# Argema mimosae
La mariposa luna africana (Argema mimosae) es una especie de lepidóptero ditrisio de la familia Saturniidae que habita en la costa este de África del sur.

## Características
Es de apariencia similar a Argema mittrei, de Madagascar, pero más pequeña. En su forma adulta, puede medir de 10 a 12 centímetros de envergadura y de 12 a 14 centímetros desde la cabeza hasta el extremo de las colas de sus alas posteriores.
Las alas anteriores tienen un característico borde velludo, color gris. Además de las marcas con forma de ocelos, el color de las alas da la apariencia de ser parte del follaje, especialmente las partes más largas de la cola que simulan ser tallos secos.

## Biología
Las larvas se alimentan de corcho (Commiphora), marula (Sclerocarya birrea) y tamboti (Spirostachys africana).

## Habitat
En el sur de África, especialmente en la selva subtropical, hay dos crías por año.

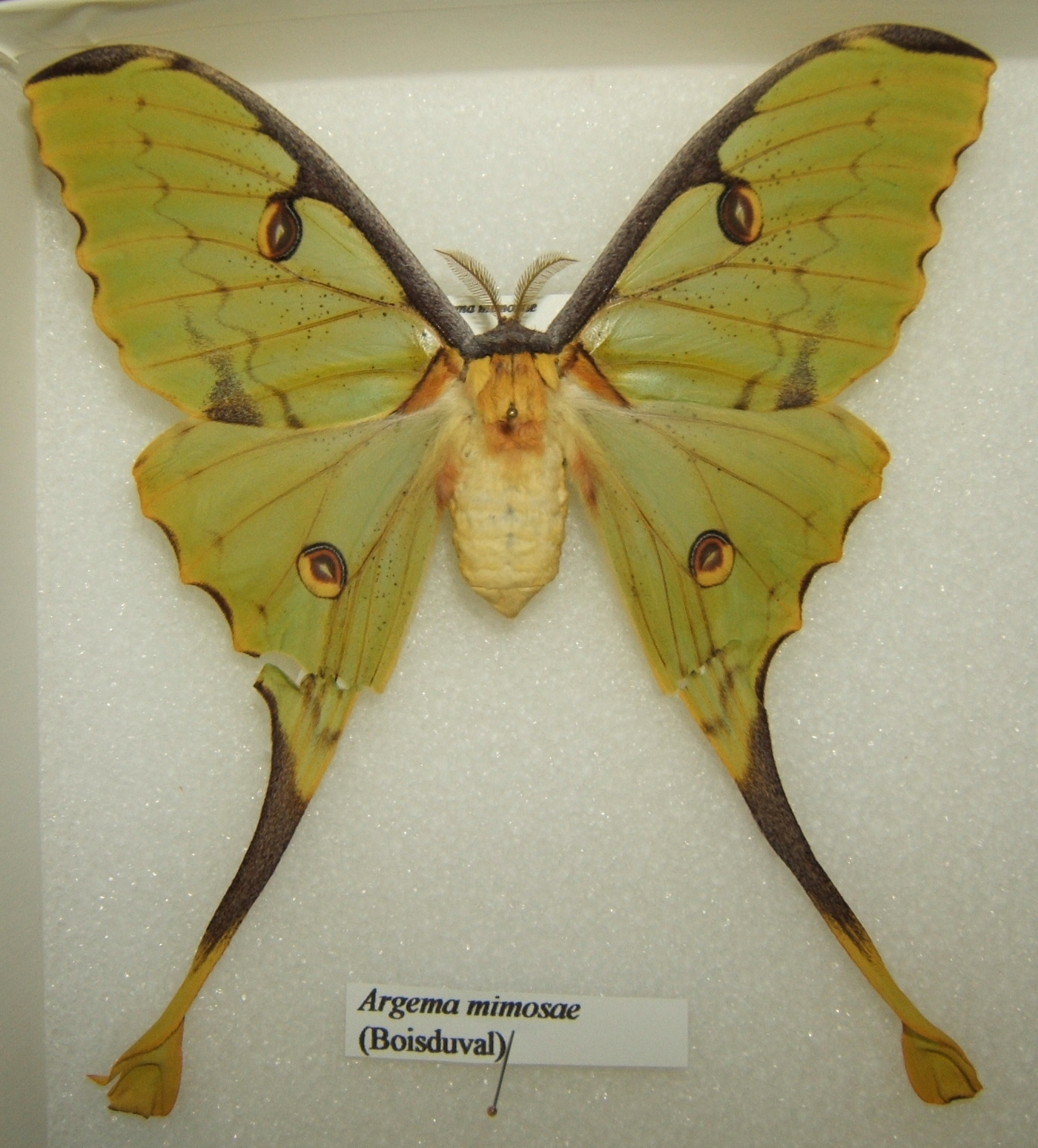
Adulto hembra
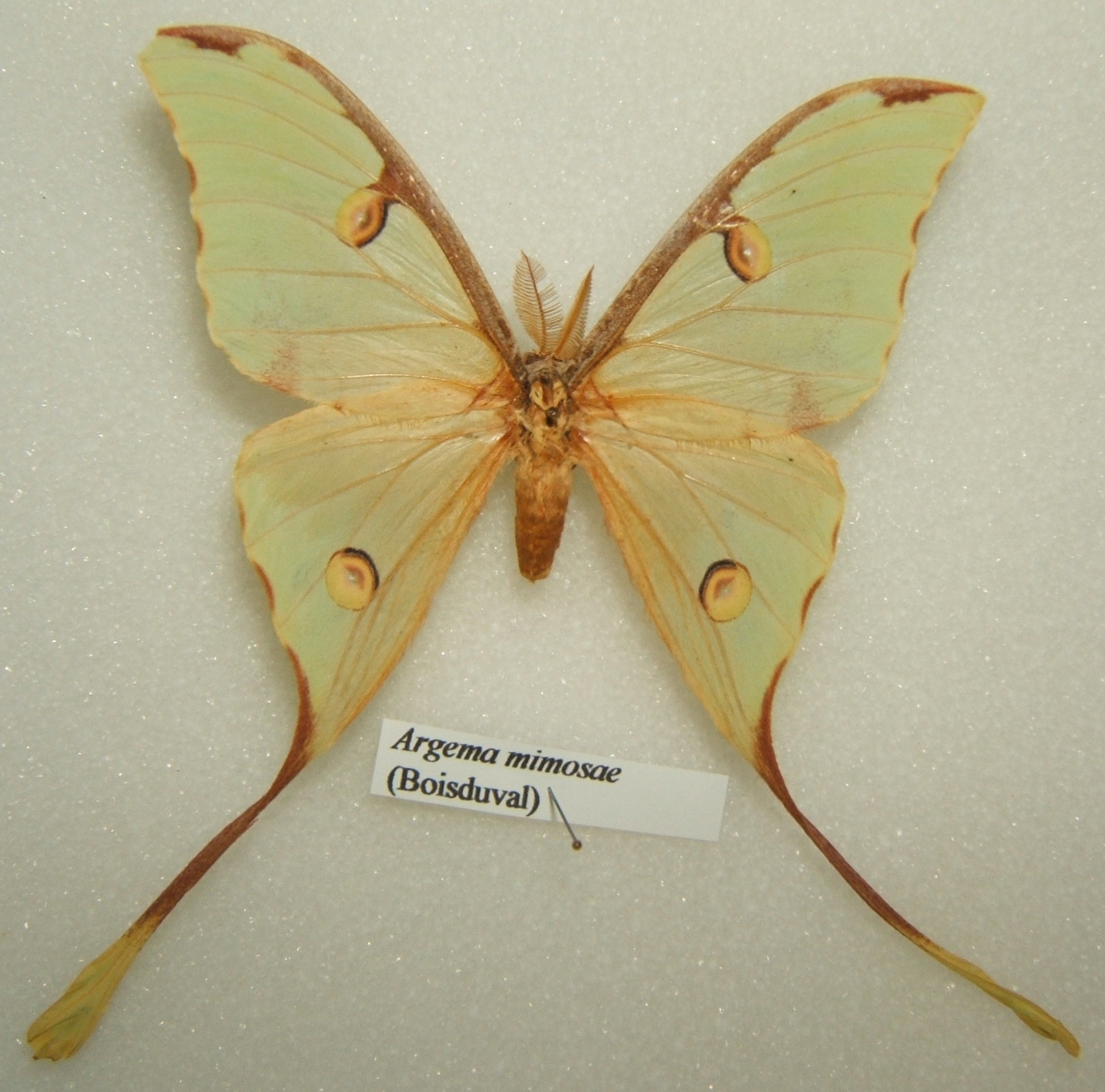
Adulto macho